# Conchillas
Conchillas – miasto w Urugwaju, w departamencie Colonia.